# Konrád (opat)
Konrád (opat) OPraem. byl římskokatolický kněz, premonstrátský kanovník a v letech 1231–1237 opat kanonie v Zábrdovicích.
Opatem v Zábrdovicích byl šest let, v začátcích jeho činnosti. V době jeho opatské služby (roku 1235) vydal markrabě Přemysl pro Zábrdovice imunitní privilegium podle vzoru velehradského cisterciáckého kláštera. Roku 1237 přijal zábrdovické klášterní statky do své ochrany papež Řehoř IX. Opat Konrád i jeho nástupci byli v průběhu 13. století často delegováni k rozsuzování různých sporů v Brně a okolí.